# Родзянко, Павел Владимирович
Па́вел Влади́мирович Родзя́нко (27 мая 1854, Санкт-Петербург, Российская империя — 2 августа 1932, Херцег-Нови, Королевство Югославия) — генерал-майор, шталмейстер Императорского Двора. Старший брат председателя Государственной думы М. В. Родзянко.

## Биография
Родился 27 мая 1854 года. В 1868 году поступил в Пажеский корпус, из которого 17 июля 1872 года был выпущен корнетом в Кавалергардский полк.
В 1876 году произведён в поручики, в 1877 году в штабс-ротмистры, а 18 апреля того же года был назначен адъютантом к командующему войсками Московского военного округа, с переименованием в майоры и с зачислением по армейской кавалерии.
5 сентября 1879 года назначен адъютантом к Московскому генерал-губернатору, с переводом в Кавалергардский полк в чине штабс-ротмистра; 21 ноября 1880 года отчислен в полк. В 1881 году произведён в ротмистры. С 30 марта 1882 года по 9 января 1886 года командовал лейб-эскадроном и 22 января 1886 года был зачислен в запас гвардейской кавалерии.
В 1896 году пожалован придворным званием «в должности шталмейстера», а в 1904 году произведён в этот чин.
С началом русско-японской войны на свои средства организовал летучий лазарет, с которым лично отправился на войну и оказывал помощь в самых передовых линиях и траншеях. Будучи прикомандирован к 1-му Восточно-Сибирскому стрелковому корпусу, участвовал в девяти больших сражениях и в двадцати семи мелких стычках. За трёхдневный бой при Вафангоу награждён орденом Св. Владимира 4-й степени с мечами, за сражение при Кайджоу — орденом Св. Станислава 2-й степени с мечами, за сражение при Ташичао — орденом Св. Анны 2-й степени с мечами, а за сражение при Сандепу — орденом Св. Владимира 3-й степени с мечами.
В 1920 году эмигрировал в Югославию; жил в приморском городке Херцег-Нови в бедности, получая небольшое пособие и зарабатывая продажей своих эскизов, так как имел художественные способности.
Умер 2 августа 1932 года.

## Награды
- Орден Святого Владимира 4-й ст. с мечами;
- Орден Святого Станислава 2-й ст. с мечами;
- Орден Святой Анны 2-й ст. с мечами;
- Орден Святого Владимира 3-й ст. с мечами;
- Орден Святого Станислава 1-й ст. (1906)

## Семья
Жена (с 17 июля 1877 года) — княжна Мария Павловна Голицына (1852—1944), фрейлина двора (22.07.1870), дочь князя Павла Васильевича Голицына (1822—1871) от брака с Наталией Александровной Строгановой (1828—1853). В первом браке (с 1871) была замужем за коллекционером А. З. Хитрово, с которым развелась из-за Павла Родзянко. Второй брак её, начавшись скандально с рождения внебрачного ребёнка, был не особо счастливым. По словам графини М. Э. Клейнмихель, Мария Павловна была умной и доброй женщиной. Мужа же её в Петербурге знал каждый. Родзянко был мужчина видный, всегда находившийся навеселе. Он был самодуром и был известен своими скандалами во всех ресторанах. Он кутил и мотал, особенно после того, как Мария Павловна унаследовала от деда своего А. Г. Строганова миллионное состояние и дала ему полную доверенность на управление всем. Но когда она, отняла у него эту доверенность, чтобы спасти состояние и выхлопотала опеку на свои имения, Родзянко затеял процесс со своей женой, бывшей ему преданнейшей супругой. Он публично оскорблял своих сыновей, рыцарски державших сторону матери. Сыновья были совершенно беззащитны перед ним и должны были молча переносить его оскорбления. К 1914 году Мария Павловна фактически разошлась с мужем. После революции эмигрировала, жила в Швейцарии и умерла в Лозанне. В браке родились:
- Мария (1877—1958), родилась до брака родителей, фрейлина, замужем (с 17 апреля 1896 года)[2] за князем Александром Захаровичем Чавчавадзе. Брак их указом Синода 19 августа 1915 года был расторгнут. Разведясь, в 1915 году вышла замуж за князя Петра Сергеевича Трубецкого (1881—1960). После революции эмигрировала с семьей в Англию.
- Владимир (1878—1965), капитан 2-го ранга Гвардейского экипажа. В эмиграции во Франции, почетный член Морского собрания.
- Александр (1879—1970), генерал-лейтенант, один из руководителей Белого движения на Северо-Западе России.
- Павел (1880—1965), воспитанник Пажеского корпуса, полковник Кавалергардского полка, спортсмен-конник. После революции — полковник английской армии, представитель при Колчаке. В эмиграции в Англии. Участник Второй мировой войны.
- Сергей (1895—1979), георгиевский кавалер, женат (с 10 сентября 1917 г.[3]) на графине Анастасии Васильевне Гудович (1897—1988). В эмиграции в Англии.
- Виктор (1896—1973), капитан лейб-гвардии Конной артиллерии, женат (с 12 апреля 1917 г.[4]) на Надежде Владимировне Безобразовой (1894—?), дочери генерала от кавалерии  Владимира Михайловича Безобразова. В эмиграции в США.